# Демидово (Калінінградська область)
Демидово (рос. Демидово) — селище Гвардійського міського округу, Калінінградської області Росії. Входить до складу Славинського сільського поселення.
Населення — 91 особа (2015 рік).

## Населення
| 2002 | 2010 |
| ---- | ---- |
| 116  | ↘91  |